# 分贝筹
分贝筹是由社会企业“零分贝”和爱佑未来慈善基金会联合推出的微信公众号应用产品。其目的在于通过互联网信息技术，资助6-14岁的在读贫困学生，更好地完成义务教育阶段的学习和生活。

与其他帮扶产品不同的是，分贝筹所展示的受助学生都来自“建档立卡”贫困户家庭，即他们都是通过国务院扶贫办标准审核并认定的全中国最贫困的群体。所有资料均由各地“驻村干部”和“结对干部”（负责扶贫工作的各级别国家公务员）实地走访了解、拍摄并上传。

分贝筹规定，单个受助学生最多可接受12个月的预筹集资金，但会在每季度发放后开放新的一个季度可筹集额度，以维持12个月的预筹集资金。这一方面保证受助学生能够始终有足够资金维持学习和生活水平，另一方面也保证了捐赠人的权益，避免平台中某些受助学生的帮扶资金过剩。

值得一提的是，在分贝筹产品平台上，受助学生不会被人为设置排序，均由爱心人士“加分贝”数量排序。得到更高分贝数的学生会排在队前，筹满后自动排至队尾。平台不提供不提供精准搜索功能，保证每个受助者享有平等的受助机会。当然，为了满足部分爱心人士的需求，分贝筹可以通过姓名、年龄、生日等进行模糊匹配，帮助捐赠人自主选择捐赠对象。

通过以上这些信息技术手段，分贝筹不仅实现了扶贫，更做到了精准，从而实现了产品的最终目标：只为贫困学生筹款。

## 募捐争议
2017年12月，分贝筹平台发起推出的“同一天出生的你”众筹项目，在众筹项目网页输入自己的生日信息后，系统会出现一位与自己同一天生日的贫困儿童。此时，网页会鼓励网友向这位贫困儿童捐款1元。该项目受到网友积极响应。随后有网友发现这些小朋友的资料互相矛盾，有的生日日期不存在，如2009年2月29日（当年是平年），有的同一人生日有好几个，甚至大多数小朋友自己阐述的理想都一模一样，因此网友质疑众筹项目涉嫌诈捐。目前该项目已经关闭了捐款通道。